# New Haven (Virgínia Ocidental)
New Haven é uma cidade  localizada no estado norte-americano de Virgínia Ocidental, no Condado de Mason.

## Demografia
Segundo o censo norte-americano de 2000, a sua população era de 1559 habitantes.
Em 2006, foi estimada uma população de 1527, um decréscimo de 32 (-2.1%).

## Geografia
De acordo com o United States Census Bureau tem uma área de
3,3 km², dos quais 2,8 km² cobertos por terra e 0,5 km² cobertos por água. New Haven localiza-se a aproximadamente 183 m acima do nível do mar.

## Localidades na vizinhança
O diagrama seguinte representa as localidades num raio de 8 km ao redor de New Haven.